# Илијас Пашић
Илијас Пашић (10. мај 1934 — 2. фебруар 2015) био је југословенски фудбалер и репрезентативац.
Са репрезентацијом Југославије, играо је на Светском првенству 1958. године у Шведској.